# Заздросць (Вишковський повіт)
Заздросць (пол. Zazdrość) — село в Польщі, у гміні Забродзе Вишковського повіту Мазовецького воєводства.
Населення — 186 осіб (2011).
У 1975—1998 роках село належало до Остроленцького воєводства.

## Демографія
Демографічна структура станом на 31 березня 2011 року:
|          | Загалом | Допрацездатний вік | Працездатний вік | Постпрацездатний вік |
| -------- | ------- | ------------------ | ---------------- | -------------------- |
| Чоловіки | 96      | 23                 | 60               | 13                   |
| Жінки    | 90      | 19                 | 50               | 21                   |
| Разом    | 186     | 42                 | 110              | 34                   |